# Dernier Recours (Stargate Atlantis)
Pour les articles homonymes, voir Dernier Recours.
Dernier Recours est un épisode de la série télévisée Stargate Atlantis. C'est le second épisode de la saison 4 et le 62e épisode de la série.

## Scénario
Alors que la cité d'Atlantis dérive toujours avec seulement 18 heures avant que les boucliers ne se désactivent et qu'il n'y ait plus d'oxygène, McKay et Zelenka font tout pour finir le générateur hyperspatial inachevé du Jumper. Sheppard demande comment ils vont infiltrer la forteresse des Asurans, et une solution s'impose: le docteur Weir, dont les nanites ont été réactivées, permettra à McKay de pirater l'ordinateur central des Asurans. McKay ajoute un système de secours qui désactivera les nanites de Weir si elles prennent son contrôle mais s'il l'active, Weir mourra sur le champ. Teyla ne participe pas à la mission car, en cas d'échec, elle prendra le commandement et contrôlera l'évacuation de la cité avec Zelenka. C'est donc Sheppard, McKay et Ronon qui partent avec Weir.
Pendant ce temps Carter et son camarade Bill Lee arrivent à une porte des étoiles de la galaxie Pégase et sont téléportés sur l'Apollo. Arrivé en orbite d'Asuras, McKay parvient à connecter Weir au réseau informatique Asuran. Elle donne à Ronon et Sheppard les indications par rapport à leur chemin et aux Asurans, dont elle devine également les pensées. Ils arrivent à l'EPPZ et s'en emparent. Cependant quand Sheppard et Ronon reviennent McKay leur dit qu'il a trouvé dans le code source des nanites que les Asurans sont programmés pour attaquer les Wraiths, mais que ce code est désactivé et qu'ils peuvent changer ce programme, de telle sorte que l'un de leurs deux plus grands ennemis sera obligatoirement détruit. Cependant, le seul moyen de changer le programme est de se rendre au centre de la cité, ce qui implique qu'ils seront forcément détectés à un moment de leur progression. Cependant ils décident de tenter le coup. McKay change l'occulteur du Jumper en un bouclier détruisant immédiatement tout Asuran le traversant, puis Sheppard et Ronon se rendent de nouveau seuls à l'intérieur de la cité, guidés par Weir et McKay par radio.
Ils sont très vite repérés et doivent progresser malgré les gardes qui les attaquent. Cependant quand ils arrivent au but le système de piratage ne fonctionne pas. Oberoth, le dirigeant des Asurans, à qui ils s'étaient déjà opposés, se dirige vers eux. Soudain Weir quitte le Jumper, et il est clair pour Ronon, Sheppard et McKay que les nanites ont pris le contrôle sur elle. Ils activent donc le système qui désactive les nanites, cependant la commande informatique est rejetée par les nanites de Weir.
De son côté Weir tombe sur Oberoth et utilise leur pouvoir permettant d'explorer l'esprit des autres (qu'elle a acquis avec les nanites). Elle a ainsi un accès direct à leur savoir collectif. Elle parvient donc à sauver au dernier moment Sheppard et Ronon en immobilisant tous les Asurans. Les modifications du code source nanite ont été appliquées, cependant le chef des Asurans parvient à reprendre le contrôle sur Weir et ils se réveillent. Ronon, McKay et Sheppard sont très vite faits prisonniers. Oberoth leur annonce que Weir a perdu le contrôle de son esprit et qu'ils n'arrivent pas à extirper l'adresse d'Atlantis de ses pensées. Ils veulent l'extirper des pensées des trois autres, mais Oberoth se rend vite compte qu'il ne parvient pas à sonder l'esprit de Sheppard, ce qui semble amuser McKay et Ronon. Soudain Weir se matérialise à la place de Sheppard: Weir a pris le dessus et contrôlé son esprit, et en fait Rodney, Sheppard et McKay sont en train de partir car les Asurans sont encore figés.
Furieux, Oberoth finit par reprendre véritablement le dessus, et Ronon et Sheppard arrivent. Ils sont sur le point d'aider Weir quand elle leur ordonne de partir car elle ne pourra pas garder les Asurans immobiles très longtemps. Ils le font et rejoignent McKay. Ils décollent et sont sur le point d'être détruits depuis la surface quand soudain un vaisseau Asuran se désocculte devant eux. Par chance ils sont secourus par l'Apollo qui engage le combat, avec à son bord Samantha Carter. Ils déclarent qu'ils ne détectent plus le signal de Weir, qui est visiblement morte.
Carter et Lee rejoignent l'équipage de la cité d'Atlantis, où McKay trouve une planète pour installer Atlantis. Ils y arrivent et Sheppard effectue un amerrissage catastrophe. Leur nouvelle planète est parfaitement accueillante (et accessoirement possède cinq lunes dont deux seulement visibles). Ils ont donc réussi à déplacer Atlantis. Ronon et Teyla sont chargés de ranger les affaires de la défunte Weir, et McKay et Carter parviennent à contacter le SGC. Soudain Zelenka signale aux autres que les capteurs à longue portée ont repéré la flotte Asuran lancée vers une planète Wraith. La réactivation du code a donc marché.
Alors que Carter annonce à Sheppard qu'elle va quitter Atlantis, il lui confie que si Weir est encore en vie, il la retrouvera.